# Dutch Space
Dutch Space ist ein niederländisches Unternehmen, das Systemelemente für die Raumfahrt anfertigt. Schwerpunkte bilden Robotik und die Herstellung von Solarmodulen und hochfesten Strukturelementen. Beispielsweise liefert sie die Triebwerksstrukturen für die ersten zwei Stufen der Ariane 5 Trägerrakete. Dutch Space beschäftigt ca. 300 Mitarbeiter.
Das Unternehmen entstand 1995 unter dem Namen Fokker Space als Ausgründung aus dem insolventen Unternehmen Fokker. Seit 2002 firmiert es unter dem Namen Dutch Space, den es auch nach der Übernahme durch EADS Astrium Space Transportation im Dezember 2005 weiterführt.